# Eueides aliphera
Espèce
Eueides aliphera est un lépidoptère appartenant à la famille des Nymphalidae, à la sous-famille des Heliconiinae et au genre Eueides.

## Taxonomie
Eueides aliphera a été décrit par Jean-Baptiste Godart en 1819 sous le nom de Cethosia aliphera.
Synonymes : Heliconius (Eueides) alipherus ; Brown et Mielke, 1967.

### Étymologie
Aliphera est une cité d'Arcadie.

### Noms vernaculaires
Eueides aliphera se nomme Juliette ou Fine-lined Longwing en anglais ,.

### Sous-espèces
- Euides aliphera aliphera ; au Brésil et en Guyane.
- Euides aliphera cyllenella Seitz, 1912 ;
- Euides aliphera gracilis Stichel, 1903 ; au Honduras et au Costa Rica[1].

## Description
C 'est un grand papillon d'une envergure d'environ 56 mm, au dessus orange bordé de marron orné d'une bande marron séparant l'apex orange bordé de marron et une bande marron partant de la base jusqu'au milieu de l'aile.
Le revers est semblable en plus terne

### Chenille
Elle est jaune avec des rayures noires, orange et blanches et des scolis orange et noirs.

## Biologie
L'imago passe la majorité de son temps dans la canopée.

### Plantes hôtes
Ses plantes hôtes sont des Passiflora ou passiflore, Passiflora auriculata, Passiflora oerstedi et Passiflora vitifolia.

## Écologie et distribution
Il réside du sud du Mexique au Brésil. Il est présent au Mexique en Guyane, au Honduras et au Costa Rica .

### Biotope
Son habitat est la forêt jusqu'à 1 400 mètres d'altitude.